# Arthur de Gobineau
Joseph Arthur de Gobineau, född 14 juli 1816 i Ville-d'Avray nära Paris, Frankrike, död 13 oktober 1882 i Turin, Italien, var en fransk diplomat och historiefilosof. Han var fransk minister i Stockholm 1871-1877. Arthur de Gobineau anses vara en av de tidigaste rasbiologiska tänkarna och publicerade 1853–1855 verket Essai sur l'inégalité des races humaines ("Essä om de mänskliga rasernas ojämlikhet").

## Biografi
Gobineau kom från en lågadlig familj från Bordeaux. Han var son till den rojalistiske officeren Louis Gobineau (1784-1858). Hans privatlärare Charles Sottin de la Coindière var även moderns älskare. Efter att ha misslyckats med att antas till militärakademin i St Cyr bodde Arthur Gobineau hos sin förmögne farbror Thibault-Joseph Gobineau (1775-1855) i Paris. Han studerade orientaliska språk och livnärde sig som lägre tjänsteman och som författare av historiska romaner och versdramer och arbetade även som journalist. Främst under denna tid märks de historiska romanerna Nicoals Belavoir (1843), Ternove (1843) och L'abbaye de Typaines (1845), samt versdramat Alexandre (1847).
1846 gifte han sig med kreolskan Clemence-Gabrielle Monnerot Destourelles med vilken han fick två döttrar. 1872 blev grevinnan Mathilde de la Tour hans älskarinna, och han skilde sig 1876 och sålde det slott han köpt med sin farbrors förmögenhet.
När Gobineaus vän Alexis de Tocqueville 1849 utnämndes till Louis Napoléons utrikesminister blev Gobineau hans kabinettssekreterare. Då Tocqueville fick avgå redan efter ett halvår började Gobineaus diplomatiska bana och han var bland annat verksam i Bern, Hannover, Frankfurt, Teheran, Aten, Rio de Janeiro samt även i Paris och på Newfoundland. I slutet av sin diplomatiska bana levde han 1872-1877 i Stockholm, där hans karriär tog tvärt slut på order från Paris. Han dog av ett slaganfall på ett hotell i Turin under en resa, efter att han besökt Mathilde de la Tour på hennes slott.
Gobineau gjorde sig senare mest känd genom sitt historiefilosofiska och rasteoretiska huvudverk, Essai sur l'inégalité des races humaines (4 band, 1853-55) där han med idérikedom men sämre bemästrad lärdom driver tanken om den ariska och främst germanska rasens överlägsenhet som kulturbärare. Idéerna från detta verk satte talrika spår hos senare tänkare, bland annat hos Friedrich Nietzsche.[källa behövs] Hans diplomatiska vistelse i Persien gav honom ämne till en utmärkt reseskildring, Trois ans en Asie (1859) och en omfångsrik Histoire des perses (1869), Les religions et philosophies dans l'Asie centrale (1865) och den skönlitterära Nouvelles asiatiques (1876). Intryck från Grekland gav honom stommen till novellsamlingen Souvenirs de voyage (1872). Under Stockholmsvistelsen skrev han bland annat den filosofiska samtidsromanen Les Pleïades (1874) och hans i samtiden mest lästa verk La Renaissance (1877). Ett stort allegorisk poem, Amadis, avsett att rymma sammanfattningen av hans pessimistiskt-heroiska kulturfilosofi, utgav oavslutat efter hans död 1887.
Som författare hade Gobineau en viss trogen läsekrets men han blev aldrig erkänd som vetenskapsman. Som diplomat var han inte särskilt framgångsrik, hans propåer betraktades som för fantasifulla och hamnade i departementets byrålådor. Han lyckades aldrig komma in i Akademin men utnämndes till kommendör av Hederslegionen 1868 och belönades med förtjänsttecken från Tyskland, Persien, Brasilien och Sverige. Det existerar inget officiellt dokument på hans grevetitel.

## Historiefilosofi
I skriften Essai sur l'inégalité des races humaines (sv. övers. "Essä om människorasernas ojämlikhet"), som är en av vår tids mest beryktade men samtidigt kanske minst lästa verk, utformade Gobineau sin historiefilosofi. Verket gavs ut 1853-1854, men både det och andra Gobineaus verk, bland annat om kilskriften och persernas historia, fick skarp kritik av sin samtid, och han hade svårt att få sina verk publicerade och bedömda.
Gobineau var hela sitt liv besjälad av det germanska och det nordiska. Han härledde - utan annan grund än sin fantasi - sitt namn från vikingahövdingen Ottar Jarl som grundat släkten Gournay i Frankrike, och skrev under sin vistelse i Stockholm en berättelse om honom. 
Som många före honom förbryllas även Gobineau över varför stora civilisationer gått under och försvunnit. Han utgår från Boulainvilliers tvåfolksteori och besvarar frågan med att förfallet beror på degenerationen av folkmassan som undergått sådana förändringar att den inte längre är av samma ras som de som hade byggt upp civilisationen. Han bygger sin historiefilosofi på antagandet att "den etniska fråga överskuggar historiens alla övriga problem, [att] i den finns nyckeln". Han ställer vidare fast att mänskliga raser äger olika begåvning, att den vita rasen är vida överlägsen de andra, och kommer till slutsatsen att rasblandning, "bastardisering", leder till försämring av "folkkroppen" och slutligen till befolkningsminskning och mänsklighetens undergång. Processen har pågått så länge att den är oåterkallelig och han räknar, med bibelns hjälp, också ut att den slutliga katastrofen inträffar om ca sex eller sju tusen år.

## Inflytande
Gobineau ignorerades och hans teorier avvisades av samtida vetenskap. Vännen Tocqueville tog kraftigt avstånd från dem och både franska och tyska antropologer och språkvetare fördömde dem som ovetenskapliga. I sitt eget land blev han aldrig erkänd och hans verk föll i glömska i nästan ett halvsekel. Först när Essän 1894 översattes till tyska blev den allmänt känd och spridd genom en för detta ändamål bildad Gobineau-förening.
Hitler och nazismen hämtade många bidrag till sin ideologi från Gobineau trots att Gobineau själv inte var särskilt antisemitisk. Gobineau uppfattade judarna som ett starkt och intelligent folk tillhörande de starka raserna och som bidrog stort till industrialismen och kulturutvecklingen. Detta passade inte nazisterna, som kraftigt ändrade och redigerade Gobineaus teorier, liksom man också gjorde med Nietzsches idéer.
I Sverige introducerades Gobineaus idéer av rasbiologen Herman Lundborg i början av 1900-talet. Gobineaus historiefilosofi blev på modet i början av 1930-talet då även Frans G. Bengtsson skrev en uppskattande essä om den franske greven.

## Verk översatta till svenska
- Renässansen: Savonarola, Cesare Borgia, Julius II, Leo X, Michelangelo: historiska scener (översättning Ernst Lundquist, Geber, 1913) (La Renaissance, scènes historiques, 1877)
- Asiatiska noveller (översättning Ernst Lundquist, Geber, 1914) (Nouvelles asiatiques)
- Livet på resa (översättning Lily Vallquist, Bibliofila klubben, 1953) (Vie de voyage)
- Cesare Borgia ; Julius II (litteratururval och svensk red. Erik Lindström, italiensk bearb. Silvia Tomba, Niloe, 1962) ("Svensk text med inströdda italienska fraser", anm. i Libris)